# Bom Jesus do Sul
Bom Jesus do Sul – miasto i gmina w Brazylii, w stanie Parana. Znajduje się w mezoregionie Sudoeste Paranaense i mikroregionie Francisco Beltrão.